# Distrito electoral de Mount Carmel (Illinois)

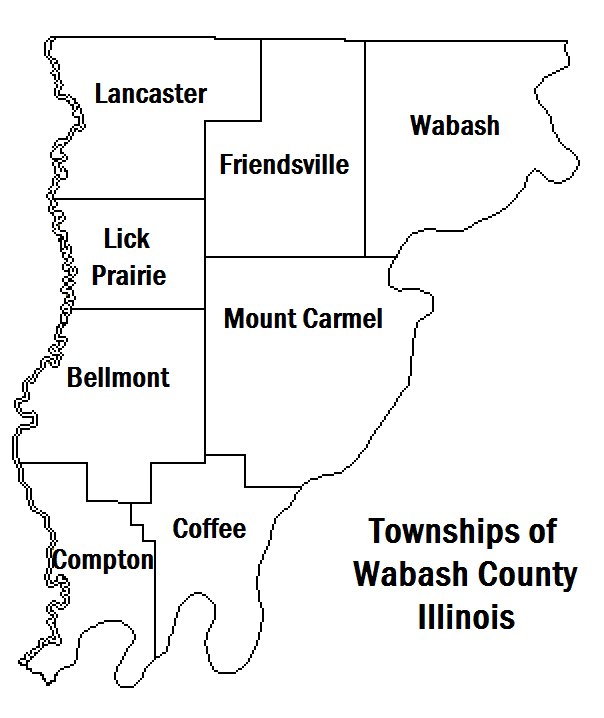
Subdivisiones territoriales del condado de Wabash. Al centro, a la derecha, Mount Carmel Precinct

Mount Carmel Precinct es una subdivisión territorial inactiva del condado de Wabash, Illinois, Estados Unidos. Según el censo de 2020, tiene una población de 8037 habitantes.
El condado de Wabash es uno de los 17 condados de Illinois que usa oficialmente el término precinct en lugar de township para designar a sus subdivisiones. No obstante, con frecuencia son llamadas civil townships.
A diferencia de los precintos electorales, estos precintos no están necesariamente restringidos a un solo distrito electoral, sino que son en realidad subdivisiones administrativas o territoriales.
Mount Carmel Precint es una subdivisión exclusivamente geográfica, puesto que tiene un código censal Z1, que implica que no está en funcionamiento (non-functioning county subdivision).

## Geografía
Según la Oficina del Censo de los Estados Unidos, tiene una superficie total de 98.33 km², de la cual 95.93 km² son tierra y 2.40 km² son agua.

## Demografía
Según el censo de 2020, hay 8037 personas residiendo en la zona. La densidad de población es de 83.78 hab./km². El 91.56% de los habitantes son blancos, el 0.68% son afroamericanos, el 0.17% son amerindios, el 3.06% son asiáticos, el 0.07% son isleños del Pacífico, el 0.56% son de otras razas y el 3.88% son de una mezcla de razas. Del total de la población. el 1.87% son hispanos o latinos de cualquier raza.